# 出欠管理
出欠管理または勤怠管理 (英: attendance management)は、従業員のダウンタイムによる損失を最小限に抑えるために、職場での出席または在席情報を管理する行為のこと。
出欠管理は、旧来はタイムレコーダー、タイムシート、タイムトラッキングソフトウェアなどを用いていたが、最近は、従業員の出席と動機付けを最大化する作業環境を提供するために、この枠を超えたシステムになっている。 最近では、リアルタイムロケーションシステムを使用して、出欠データを自動的に収集することが可能になった。これにより、出欠データと成果の間の紐づけも可能になる。
出欠管理は、大学、短期大学、学校などのすべての教育機関で行われている。